# Cryptophagus gilvellus
Cryptophagus gilvellus là một loài bọ cánh cứng trong họ Cryptophagidae. Loài này được Melsheimer miêu tả khoa học năm 1844.